# Barletta 1922
El Barletta 1922 es un club de fútbol de Italia, con sede en Barletta, en Apulia. Fue fundado en 1922 y refundado en varias ocasiones. Compite en la Serie D, cuarta categoría del fútbol italiano.

## Palmarés

### Torneos interregionales
- Serie C2 (1): 1981-82 (Grupo D)
- Serie D (2): 1965-66 (Grupo E), 1971-72 (Grupo H)
- Copa Italia de Aficionados (1): 2021-22

### Torneos regionales
- Eccellenza Apulia (3): 2005-06, 2021-22, 2024-25
- Promozione Apulia (2): 1954-55, 2004-05 (Grupo A)
- Seconda Divisione Apulia (2): 1935-36 (Grupo A), 1938-39 (Grupo A)
- Terza Divisione Apulia (1): 1933-34 (Grupo B)